# Little Langton
Little Langton is een civil parish in het bestuurlijke gebied Hambleton, in het Engelse graafschap North Yorkshire. In 2001 telde het dorp 37 inwoners.